# Surveen Chawla
Surveen Chawla  (1 de agosto de 1984) es una actriz y bailarina india que aparece en películas y programas de televisión hindi .  Surveen empezó su carrera con programas de televisión como Kahin to Hoga y Kajjal. Es reconocida por sus papeles en películas y programas como Hate Story 2 (2014), Ugly (2013), Parched (2015) y 24 (2016), etc. junto con muchas otras películas. En el 2018, apareció en la serie web hindi Haq Se .

## Carrera

### Debut televisivo
Chawla realizó su debut de televisión como Charu en la serie india Kahin To Hoga . También apareció en el programa de telerrealidad Ek Khiladi Ek Haseena en 2008, donde fue pareja del jugador de críquet indio S. Sreesanth . Antes de esto, tuvo una aparición en la serie de televisión Kasautii Zindagi Kay en 2004. 
En 2006, interpretó a la protagonista principal de la serie de televisión Kaajjal, hasta 2007. Condujo el programa de televisión Comedy Circus Ke SuperStars . Posteriormente, hizo su debut cinematográfico con la película kannada Paramesha Panwala . 
En 2011, apareció en la película punjabi Dharti, que se estrenó en abril de 2011. A partir de entonces, apareció en las películas punjabi Taur Mittran Di, Saadi Love Story, Singh vs Kaur, Lucky Di Unlucky Story y Disco Singh (2014). Hizo su primer artículo número "Dhoka Dhoka" en Himmatwala de Sajid Khan .
En 2013, apareció en la película tamil Moondru Per Moondru Kadhal y también apareció en Puthiya Thiruppangal . Luego apareció en el thriller Ugly de Anurag Kashyap .

### 2014-2017

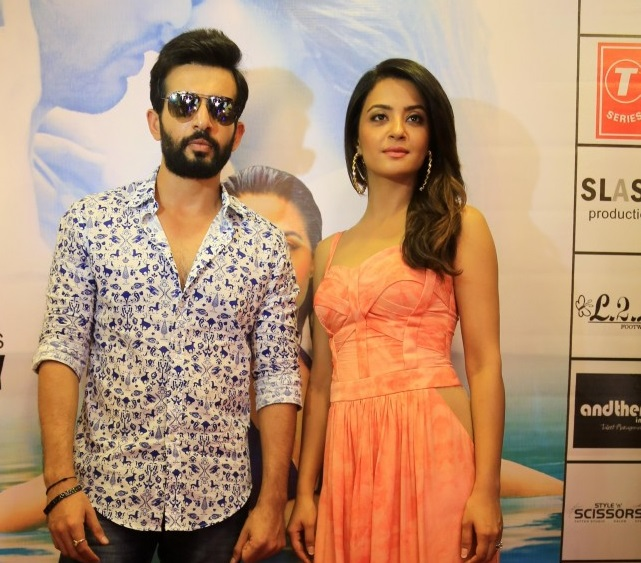
Chawla y su coprotagonista Jay Bhanushali durante las promociones de Hate Story 2 en 2014

En octubre del año 2014, Chawla tuvo una aparición en la exitosa canción punjabi 'Mitran De Boot' junto con Jazzy B. En 2014, también actuó en el thriller de venganza erótica Hate Story 2 de Vishal Pandya, una secuela de Hate Story (2012) donde interpretó el papel de Sonika Prasad, una chica que se venga de las personas que abusaron física y mentalmente de ella, así como de quién asesinó a su novio Akshay Bedi (interpretado por Jay Bhanushali ); la película fue su primera película centrada en mujeres y tuvo éxito comercial y de crítica.

Después apareció en la canción "Sawan Aaya Hai" junto a Rajneesh Duggal en escenas de la película Creature 3D . Su última película tamil fue Jaihind 2 . También aparece en la canción "Tuti Bole Wedding Di" en escenas de la película hindi Welcome Back y en una película punjabi Hero Naam Yaad Rakhi junto a Jimmy Shergill .
Asimismo, tuvo el papel de Bijli en Parched (2015). Y en 2016, Surveen apareció  en el programa Jhalak Dikhhla Jaa, pero luego fue eliminado en una doble eliminación junto con Arjun Bijlani .

### 2018-presente
En 2018, Chawla realizó su debut en el mundo digital con la serie web Haq Se de ALT Balaji a lado de Rajeev Khandelwal . 
Esta historia, ambientada en la turbulenta e infestada de terroristas  Cachemira , gira en torno a las hermanas Mirza. En esta, Surveen interpreta a Mehr Mirza, la mayor de las cuatro hermanas de la serie.

### Vida personal
Chawla se casó con Akshay Thakker en el año 2015 en Italia. Después de dos años, ella reveló detalles sobre su boda a través de Twitter, el 27 de diciembre de 2017.

## Filmografía

### Películas
| + | Denota las películas que aún no han sido estrenadas. |

| Año  | Título                           | Papel          | Idioma  | notas                                                     |
| ---- | -------------------------------- | -------------- | ------- | --------------------------------------------------------- |
| 2008 | Paramesha Panwala                | Shruti         | Canadá  |                                                           |
| 2009 | Raju Maharaju                    | sneha          | telugu  |                                                           |
| 2011 | Dharti                           | Baní           | punjabi |                                                           |
| 2011 | Hum Tum Shabaná                  | Shabaná        | hindi   |                                                           |
| 2011 | Taur Mittran Di                  | Keerat         | punjabi |                                                           |
| 2013 | Historia de amor de Saadi        | Preeti         | punjabi |                                                           |
| 2013 | Singh contra Kaur                | Jasneet Kaur   | punjabi |                                                           |
| 2013 | Himmatwala                       | Sí misma       | hindi   | Aparición especial en la canción "Dhoka Dhoka"            |
| 2013 | Suerte Di Desafortunada Historia | Seerat         | punjabi |                                                           |
| 2013 | Moondru por Moondru Kadhal       | Divya          | tamil   |                                                           |
| 2013 | Puthiya Thiruppangal             | Anupama        | tamil   |                                                           |
| 2013 | Feo                              | Rakhi Malhotra | hindi   |                                                           |
| 2014 | disco singh                      | Cariño         | punjabi |                                                           |
| 2014 | Historia de odio 2               | Sonika Prasad  | hindi   |                                                           |
| 2014 | Criatura 3D                      | Sí misma       | hindi   | Aparición especial en la canción "Sawan Aaya Hai"         |
| 2014 | jai hind 2                       | Nandhini       | tamil   |                                                           |
| 2015 | Héroe 'Naam Yaad Rakhi'          | hina kaur      | punjabi |                                                           |
| 2015 | Bienvenido de nuevo              | Sí misma       | hindi   | Aparición especial en la canción "Tutti Bole Marriage Di" |
| 2015 | Tostado                          | Bijli          | hindi   |                                                           |
| 2017 | Churi                            |                | hindi   | Cortometraje                                              |

### Televisión
| Año       | Programa                        | Papel                                   | notas       | ref.          |
| --------- | ------------------------------- | --------------------------------------- | ----------- | ------------- |
| 2003-2007 | Kahin a Hoga                    | charú                                   |             |               |
| 2005-2006 | Kasautii Zindagi Kay            | kasak bajaj                             |             |               |
| 2006-2007 | Kaajjal                         | Kaajjal Behl / Kaajjal Dev Pratab Singh |             |               |
| 2008      | Ek Khiladi Ek Haseena           | Concursante                             |             | [ 14 ]        |
| 2010      | Comedia Circo Ke Superestrellas | Anfitriona                              |             |               |
| 2016      | Jhalak Dikhhla Jaa 9            | Participante                            |             | [ 15 ]        |
| 2016      | 24                              | Maya                                    | temporada 2 |               |
| 2018      | Pehliyan adolescente            | Mamta                                   |             | [ 16 ]        |
| 2018      | haq se                          | Dra. Meher Mirza                        |             |               |
| 2018-2019 | Rangoli                         | Anfitriona/presentadora                 |             | [ 17 ] [ 18 ] |
| 2018-2019 | Juegos Sagrados                 | Jojo Mascareñas                         |             |               |
| 2021      | desacoplado                     | Shruti                                  |             |               |
| 2023      | rana naidu                      | Naina Naidu                             | Terminado   | [ 19 ]        |

## Premios y nominaciones
| Año  | Programa/Película | Premio                                                              | Categoría | Resultado                                                       | notas  | Fuente |
| ---- | ----------------- | ------------------------------------------------------------------- | --- | --------------------------------------------------------------- | ------ | ------ |
| 2011 | Dharti            | Premios de cine PTC Punjabi                                         | rowspan="" style="background-color: var(--background-color-success-subtle, #cccccc); color:inherit;; text-align:center; vertical-align:middle;" \| |                                                                 | [ 20 ] |        |
| 2015 | disco singh       | Premios de cine PTC Punjabi                                         | rowspan="" style="background-color: var(--background-color-success-subtle, #cccccc); color:inherit;; text-align:center; vertical-align:middle;" \| |                                                                 | [ 20 ] |        |
| 2016 | Tostado           | Festival de Cine Indio de Los Ángeles por el Gran Premio del Jurado | rowspan="" style="background-color: var(--background-color-success-subtle, #cccccc); color:inherit;; text-align:center; vertical-align:middle;" \| | compartido con Radhika Apte, Tannishtha Chatterjee y Lehar Khan | [ 21 ] |        |
| 2017 | Tostado           | Premios de la pantalla estrella                                     | rowspan="" style="background-color: var(--background-color-success-subtle, #cccccc); color:inherit;; text-align:center; vertical-align:middle;" \| |                                                                 | [ 22 ] |        |